# Драйбур, Джеймс
Джеймс Дра́йбур (англ. James Dryburgh; род. 27 мая 1975, Инвернесс) — шотландский, после 1999 шведский кёрлингист и тренер по кёрлингу.

## Достижения
- Чемпионат Европы по кёрлингу: золото (1999), бронза (1997).
- Чемпионат мира по кёрлингу среди юниоров: золото (1991, 1996).

- «Команда всех звёзд» (англ. All-Star Team) чемпионата мира среди юниоров: 1996.

## Команды
| Сезон     | Четвёртый       | Третий             | Второй           | Первый           | Запасной              | Тренер                | Турниры                      |
| --------- | --------------- | ------------------ | ---------------- | ---------------- | --------------------- | --------------------- | ---------------------------- |
| Шотландия |                 |                    |                  |                  |                       |                       |                              |
| 1990—91   | Алан Макдугалл  | Джеймс Драйбур     | Fraser MacGregor | Colin Beckett    |                       |                       | ЧШЮ 1991 · ЧМЮ 1991          |
| 1995—96   | Джеймс Драйбур  | Ross Barnet        | Рональд Брюстер  | Дэвид Мёрдок     | Юан Байерс (ЧМЮ)      |                       | ЧШЮ 1996 · ЧМЮ 1996          |
| 1997—98   | Дуглас Драйбур  | Питер Уилсон       | Филип Уилсон     | Ronnie Napier    | Джеймс Драйбур        | Алекс Ф. Торранс (ЧЕ) | ЧЕ 1997 · ЗОИ 1998 (7 место) |
| 1999—00   | Хэмми Макмиллан | Уорвик Смит        | Эван Макдональд  | Питер Лаудон     | Джеймс Драйбур        | Майк Хэй              | ЧЕ 1999                      |
| Швеция    |                 |                    |                  |                  |                       |                       |                              |
| 2003—04   | Джеймс Драйбур  | Henrik Edlund      | Матиас Карлссон  | Magnus Nilsson   |                       |                       |                              |
| 2006—07   | Пейя Линдхольм  | Джеймс Драйбур     | Виктор Челль     | Андерс Эрикссон  | Магнус Свартлинг (ЧМ) | Стефан Хассельборг    | ЧШМ 2007 · ЧМ 2007 (5 место) |
| 2007—08   | Пейя Линдхольм  | Джеймс Драйбур     | Виктор Челль     | Андерс Эрикссон  | Magnus Ekdahl         | Marie Henriksson      | ЧЕ 2007 (6 место)            |
| 2012—13   | Peter Tedenbäck | Rolf Wikström      | Джеймс Драйбур   | Mikael Vilenius  | Andreas Adersteg      | Андерс Краупп         | ЧШМ 2013 (9 место)           |
| 2024—25   | Vilmer Nygren   | Alexander Dryburgh | Dante Alexander  | Jonatan Meyerson | Джеймс Драйбур        | Джеймс Драйбур        | ЧШМ 2025 (5 место)           |

(скипы выделены полужирным шрифтом)

## Результаты как тренера национальных сборных
| Год  | Турнир                                                   | Сборная                  | Место |
| ---- | -------------------------------------------------------- | ------------------------ | ----- |
| 2008 | Чемпионат Европы по кёрлингу 2008                        | Дания (мужчины)          | 5     |
| 2009 | Чемпионат мира по кёрлингу среди мужчин 2009             | Дания (мужчины)          | 7     |
| 2009 | Чемпионат Европы по кёрлингу 2009                        | Дания (мужчины)          | 7     |
| 2010 | Зимние Олимпийские игры 2010                             | Дания (мужчины)          | 9     |
| 2010 | Чемпионат мира по кёрлингу среди мужчин 2010             | Дания (мужчины)          | 5     |
| 2011 | Чемпионат Европы по кёрлингу 2011                        | Дания (мужчины)          | 3     |
| 2012 | Чемпионат мира по кёрлингу среди мужчин 2012             | Дания (мужчины)          | 7     |
| 2012 | Чемпионат Европы по кёрлингу 2012                        | Дания (мужчины)          | 4     |
| 2013 | Чемпионат мира по кёрлингу среди мужчин 2013             | Дания (мужчины)          | 4     |
| 2013 | Чемпионат Европы по кёрлингу 2013                        | Дания (мужчины)          | 4     |
| 2014 | Зимние Олимпийские игры 2014                             | Дания (мужчины)          | 6     |
| 2014 | Чемпионат мира по кёрлингу среди мужчин 2014             | Дания (мужчины)          | 12    |
| 2024 | Чемпионат мира по кёрлингу среди смешанных пар 2024      | Франция (смешанная пара) | 18    |
| 2024 | Чемпионат мира по кёрлингу среди юниоров (группа Б) 2024 | Швеция (юниоры муж.)     | 5     |

## Частная жизнь
Джеймс родился и вырос в Шотландии. Когда он выступал в составе мужской сборной Великобритании на зимних Олимпийских играх 1998, там он встретил свою будущую жену Маргарету Линдаль (в замужестве изменила фамилию на Драйбур), которая играла там за женскую сборную Швеции по кёрлингу и в составе сборной стала бронзовым призёром Олимпиады. После этого Джеймс переехал в Швецию, женился на Маргарет и стал шведским гражданином, выступая в шведских турнирах, а также на международной арене за мужскую сборную Швеции. После окончания карьеры игрока он перешёл на тренерскую работу, тренирует различные команды, в 2008—2014 тренировал мужскую сборную Дании.
Двое его братьев — также кёрлингисты. Один из братьев, Дуглас, переехал в Ирландию, принял ирландское гражданство и выступал в составе мужской сборной Ирландии. Другой брат, Стюарт (англ. Stewart Dryburgh), переехал в Швейцарию и выступает в швейцарских командах, а также играл за сборную Швейцарии.